# Costoanachis avara
Costoanachis avara är en snäckart som först beskrevs av Thomas Say 1822.  Costoanachis avara ingår i släktet Costoanachis och familjen Columbellidae. Inga underarter finns listade i Catalogue of Life.